# Carpiagne
Carpiagne est un quartier administratif du 9e arrondissement de la ville de Marseille, dans le département français des Bouches-du-Rhône.
Il abrite essentiellement la partie marseillaise (ouest) du Camp militaire de Carpiagne (qui s'étend aussi au nord-est sur la commune d'Aubagne et au sud-est sur la commune de Cassis) sur lequel est stationné le 1er Régiment étranger de cavalerie.
Toutefois un secteur civil existe également au sud-est du quartier : il est inhabité et fait partie du cœur du parc national des Calanques, alors que la plus grande partie du secteur militaire ne fait partie que de son aire d'adhésion.
Une bande nord-ouest du secteur militaire dans ce quartier est en revanche incluse dans le cœur du parc national : longeant le sud du 11e arrondissement, elle comprend les flancs sud du Mont Carpiagne et du col du Boucard (le long de sa frontière avec le quartier voisin de la Barasse), le Mont Lantin (inclus avec son aven dans cette bande) et borde aussi un chemin qui relie le gouffre de la Tête ronde (entre les quartiers de la Barasse et de la Millière) au sommet de la Candolle entre les communes de La Penne-sur-Huveaune et Aubagne).